# Gastrancistrus biguttatipennis
Gastrancistrus biguttatipennis är en stekelart som först beskrevs av Girault 1917.  Gastrancistrus biguttatipennis ingår i släktet Gastrancistrus och familjen puppglanssteklar. Inga underarter finns listade i Catalogue of Life.